# Comitatul Campbell, Wyoming
Comitatul Campbell, conform originalului din engleză,  Campbell  County, este unul din cele 23 comitate ale statului american Wyoming. Sediul comitatului este orașul Gillette.

## Demografie
|  | Graficele sunt indisponibile din cauza unor probleme tehnice. Mai multe informații se găsesc la Phabricator și la wiki-ul MediaWiki. |

Date: Wikidata - grafică realizată de Wikipedia